# Il magico mondo di Billie
Il magico mondo di Billie è un film commedia fantasy del 2024 scritto e diretto da Francesco Cinquemani.

## Produzione
Il film, diretto da Francesco Cinquemani e scritto dallo stesso con Luca Giliberto e Samuel Kay, riprende al suo interno un riferimento alla cartone animato statunitense Puffins.

## Promozione
Il film è stato presentato in anteprima al Taormina Film Fest del 2023. Il trailer ufficiale del film è stato pubblicato il 15 luglio 2024.

## Distribuzione
Il film è stato distribuito nelle sale cinematografiche italiane dal 1º agosto 2024 da Minerva Pictures e Altre Storie.

## Accoglienza
Simone Emiliani di MYmovies.it afferma che il film «non riesce a trovare l'equilibrio e le corrispondenze narrative tra i personaggi di Puffins e quelli di Il magico mondo di Billie», trovando che la sceneggiatura «resta spesso sulla superficie, con situazioni appena abbozzate,[...] appaiono come tracce narrative in attesa di un ulteriore sviluppo» mentre le scenografie riprendono i colori de La fabbrica di cioccolato di Tim Burton. Antonio D'Onofrio di Sentieri selvaggi descrive un film dalla «grande confusione tematica» con «una modesta integrazione animata che non risolve gli enormi problemi di scrittura e le incoerenze di una trama banale quanto i dialoghi», non apprezzando il cast che dà «un'impressione caricaturale ai limiti della macchietta».